# Джами
Абдурахман Нурадин ибн Ахмад Джами (на персийски: نورالدّین عبد الرّحمن جامی; още – Нур ал-Дин Абд ал-Рахман Джами) (18 август 1414 — 19 ноември 1492) е виден суфийски теоретик и най-видният персийски поет на 15 век. Роден е в град Джам, провинция Хорасан.
Считат го за последния голям таджикско-персийски поет от т.нар. класически период в поезията на персийски, след когото започва самостоятелното развитие на персийската и таджикската литература.
Роден е в семейство на влиятелно духовно лице. Получава образование в Херат и Самарканд, но се отказва от кариера на придворен и се присъединява към суфийския орден „накшбандийе“, успял да привлече поета със своите призиви за действено добро. През 1456 г. наследява тъста си на длъжността глава на ордена в Херат. Към ранния период на творчеството на Джами се отнасят прозаичните суфийски трактати, първата част на поемата „Златната верига“ (1472), която е своеобразна енциклопедия на накшбандизма, а също и някои светски произведения, като трактатите за римата и метриката, ръководство за съставяне на стихотворни ребуси — най-трудното изкуство, получило широко разпространение през 15 век. С идването на власт на Султан Хюсеин Байкар, чийто везир Алишер Навои бил ученик и покровител на Джами, положението на поета значително се стабилизира. Периодът на разцвет на неговата литературна дейност, някъде след 1474 г., започва с религиозно-философките касиди „Море от тайни“ (1475) и „Сиянието на духа“, я които Джами осъжда рационализма на Ибн Сина, както и със сборника фиографии на сифийски светци „Повей на дружбата от обителта на святостта“ (1476-78). В периода 1480-87 поетът приключва цикъла поеми „Седемте корони“ („Съзвездието Голямата мечка“). В тях поетът използва класическия жанр на любовнаа повест, за да изложи суфийското учение за преиодоляване на плътската любов по пътя към истината, тоест към божествената любов. През последните сеи години Джами създава „Бахаристан“ (1487), три лирически дивана (1479-91) и „Трактат за музиката“.
Пропито с високия естетически идеал на хуманизма творчесто на персийския класик оказва огромно влияние върху развитието както на персоезичната литература, така и на много литератури в мюсюлманския свят.